# 池田魁
池田 魁（いけだ かい、1882年（明治15年）12月10日 - 没年不詳）は、朝鮮総督府官僚。東京市豊島区長。

## 経歴
鹿児島県大島郡住用村（現在の奄美市）出身。第一高等学校を経て、1917年（大正6年）3月、東京帝国大学法科大学を卒業。同年10月、文官高等試験行政科試験に合格し、朝鮮総督府逓信局に勤務した後、鎮南浦府尹を務めた。
1932年（昭和7年）、東京市に入り、芝区会計課長を経て、豊島区長に就任した。